# PASZ Jánina
A PASZ Jánina (görögül: Πανηπειρωτικός Αθλητικός
Σύλλογος Γιάννινα, magyar átírásban: Panipirotikósz Athlitikósz Szílogosz Jánina, nemzetközi nevén: PAS Giannina FC) egy görög labdarúgócsapat, székhelye Joáninában található. A görög másodosztályban szerepel.

## Külső hivatkozások
- A PASZ Jánina hivatalos honlapja
- A PASZ Jánina adatlapja az uefa.com-on (angolul)